# Fundación Ditchley

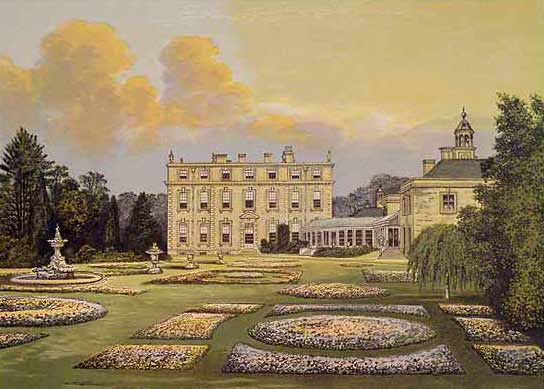
casa Ditchley

La Fundación Ditchley es una organización inglesa privada, que fue fundada en 1958 por Sir David Wills. Está ubicada en la casa Ditchley cerca de Chipping Norton, Oxfordshire. Originariamente se creó para tratar las relaciones internacionales transatlánticas entre Gran Bretaña y los Estados Unidos. Hoy en día cuenta con representantes de muchas más naciones. 
Las conferencias que se organizan acogen a los representantes de los distintos países en la fundación, que suelen darse cita quince veces al año, la mayoría de las veces en el castillo de Ditchley Park para tratar problemáticas de orden internacional. Son invitados a su selecto club los presidentes de industrias importantes, financieros, ministros, secretarios de estado, periodistas, algunos de los intelectuales más importantes y, también dirigentes de las fuerzas armadas, especialmente los de la OTAN.
Los encuentros y las discusiones que se tratan son estrictamente privadas. John Major (antiguo primer ministro británico) y Jeremy Greenstock son, respectivamente, el presidente y el director de la fundación con fecha de 22 de diciembre de 2005.

## Sucursales
La fundación tiene una sucursal en América, la fundación Ditchley americana, y otra canadiense, la fundación Ditchley canadiense. Richard N. Gardner (antiguo embajador de los Estados Unidos en Italia y España) es el vicepresidente de la primera y Grand L. Reuber es el presidente de la segunda.